# James S. Green

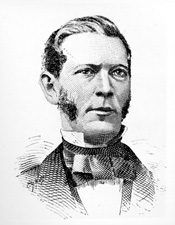
James S. Green

James Stephen Green (* 28. Februar 1817 bei Rectortown, Fauquier County, Virginia; † 19. Januar 1870 in St. Louis, Missouri) war ein US-amerikanischer Politiker (Demokratische Partei), der den Bundesstaat Missouri in beiden Kammern des Kongresses vertrat.
Nach dem Abschluss seiner Schulausbildung in Virginia zog James Green zunächst nach Alabama und 1838 dann nach Missouri. Er studierte dort die Rechtswissenschaften, wurde 1840 in die Anwaltskammer aufgenommen und begann als Jurist in Monticello zu praktizieren. Seine erste politische Aufgabe übernahm er 1845 als Delegierter zum Verfassungskonvent von Missouri.
Im Jahr darauf wurde Green als Vertreter des 3. Kongresswahlbezirks von Missouri erstmals ins US-Repräsentantenhaus in Washington, D.C. gewählt. Er verblieb dort nach einer Wiederwahl bis zum 3. März 1851; im Jahr 1850 trat er nicht noch einmal an. Zwischen 1853 und 1854 amtierte er als Chargé d’affaires der Vereinigten Staaten in Kolumbien. Im Juni 1854 erfolgte die Ernennung zum Gesandten, die Green aber nicht annahm.
Nach seiner Rückkehr wurde James Green 1856 ein weiteres Mal ins Repräsentantenhaus der Vereinigten Staaten gewählt, doch er verzichtete auf dieses Mandat, da er wenig später auch die Nachwahl um einen vakanten Sitz im US-Senat gewann. Dieser war zuvor fast zwei Jahre lang unbesetzt geblieben, weil sich das Parlament von Missouri nicht zwischen dem vorherigen Amtsinhaber David Rice Atchison und Thomas Hart Benton entscheiden konnte. Green zog am 12. Januar 1857 in den Senat ein und verblieb dort bis zum 3. März 1861. Er war unter anderem Vorsitzender des Committee on Territories.
Danach übte James Green keine politischen Ämter mehr aus; er starb 1870 in St. Louis. Sein älterer Bruder Martin diente während des Bürgerkrieges als Brigadegeneral in der Konföderiertenarmee.